# Bingham (Illinois)
Pour les articles homonymes, voir Bingham.
Bingham est un village du comté de Fayette dans l'Illinois, aux États-Unis,. Il est baptisé en référence au juge Horatio Bingham. Un bureau postal y est ouvert en 1883et le village est incorporé le 6 juillet 1888. Bingham est situé au nord-ouest du comté, entre Fillmore à l'ouest et Ramsey au nord-est.

## Démographie
Lors du recensement de 2010, le village comptait une population de 83 habitants. Elle est estimée, en 2016, à 82 habitants.
| Groupe            | Bingham | Illinois | États-Unis |
| ----------------- | ------- | -------- | ---------- |
| Blancs            | 97,6    | 71,5     | 72,4       |
| Afro-Américains   | 1,2     | 14,6     | 12,6       |
| Métis             | 1,2     | 2,3      | 2,9        |
| Autres            | 0,0     | 11,6     | 12,1       |
| Total             | 100     | 100      | 100        |
|                   |         |          |            |
| Latino-Américains | 0,0     | 15,8     | 16,7       |

Selon l'American Community Survey, pour la période 2011-2015, 100 % de la population âgée de plus de 5 ans déclare parler l'anglais à la maison.